# Piotr Verzilov
 (avril 2015).
Piotr Iourievitch Verzilov (en russe : Пётр Юрьевич Верзилов), dit Petia, né le 25 octobre 1987[réf. nécessaire] à Moscou, est un artiste et militant politique russo-canadien. Il a été éditeur du site internet Mediazona, et jusqu'en 2009 un des participants les plus actifs du groupe d'artistes Voïna. Il est le mari de Nadejda Tolokonnikova.

## Biographie
Né à Moscou, Verzilov a vécu à Toronto (Canada) étant adolescent. Il acquiert la nationalité canadienne à 18 ans.
Il est devenu le porte-parole officieux des Pussy Riot quand elles ont été arrêtées et emprisonnées par l'État russe en 2012. 
Verzilov est d'ailleurs marié à une de ses membres, Nadejda Tolokonnikova et ont un enfant en commun Gera (Hera) Tolokonnikova.
Le 15 juillet 2018, habillé en uniforme de la police russe, il participe avec trois autres membres des Pussy Riots à une intrusion sur le  terrain du stade de Moscou où se déroule la finale de la Coupe du monde de football entre la France et la Croatie, souhaitant ainsi dénoncer la brutalité et les tortures policières. Les quatre manifestants sont condamnés à 15 jours de prison. Deux mois plus tard, le 11 septembre, juste après avoir assisté à Moscou à une audience judiciaire concernant l’arrestation récente de deux sympathisantes de Pussy Riot, il est hospitalisé à Berlin pour différents problèmes neurologiques apparus soudainement (perte de la vue, de la parole, de la capacité de marcher). Selon les Pussy Riots, et selon l'équipe médicale allemande qui l'a soigné,, il aurait été empoisonné.

## Au cinéma
Piotr Verzilov apparaît dans le film documentaire britannico-russe Pussy Riot: A Punk Prayer (2013).